# アリンダ (小惑星)
アリンダ (887 Alinda) は、アモール群とアリンダ族に属する小惑星である。1918年にドイツの天文学者マックス・ヴォルフによって発見され、アボリジニの絵に登場する「月の上の人」を意味する人物にちなんで命名された。
木星と3対1の軌道共鳴関係にあり、小惑星帯から地球軌道付近にまでおよぶ楕円軌道を約3.92年かけて公転している。直径は4.2 km、自転周期は約74時間で、地球の3倍強にあたる。